# Dżakarta Zachodnia
Dżakarta Zachodnia (indonez. Jakarta Barat) –  miasto (kota) w ramach prowincji Dżakarta, zamieszkiwane przez 2 278 825 osób. Jest to drugie miasto pod względem ludności w granicach administracyjnych indonezyjskiej stolicy. Centrum administracyjnym miasta jest dzielnica Kembangan.

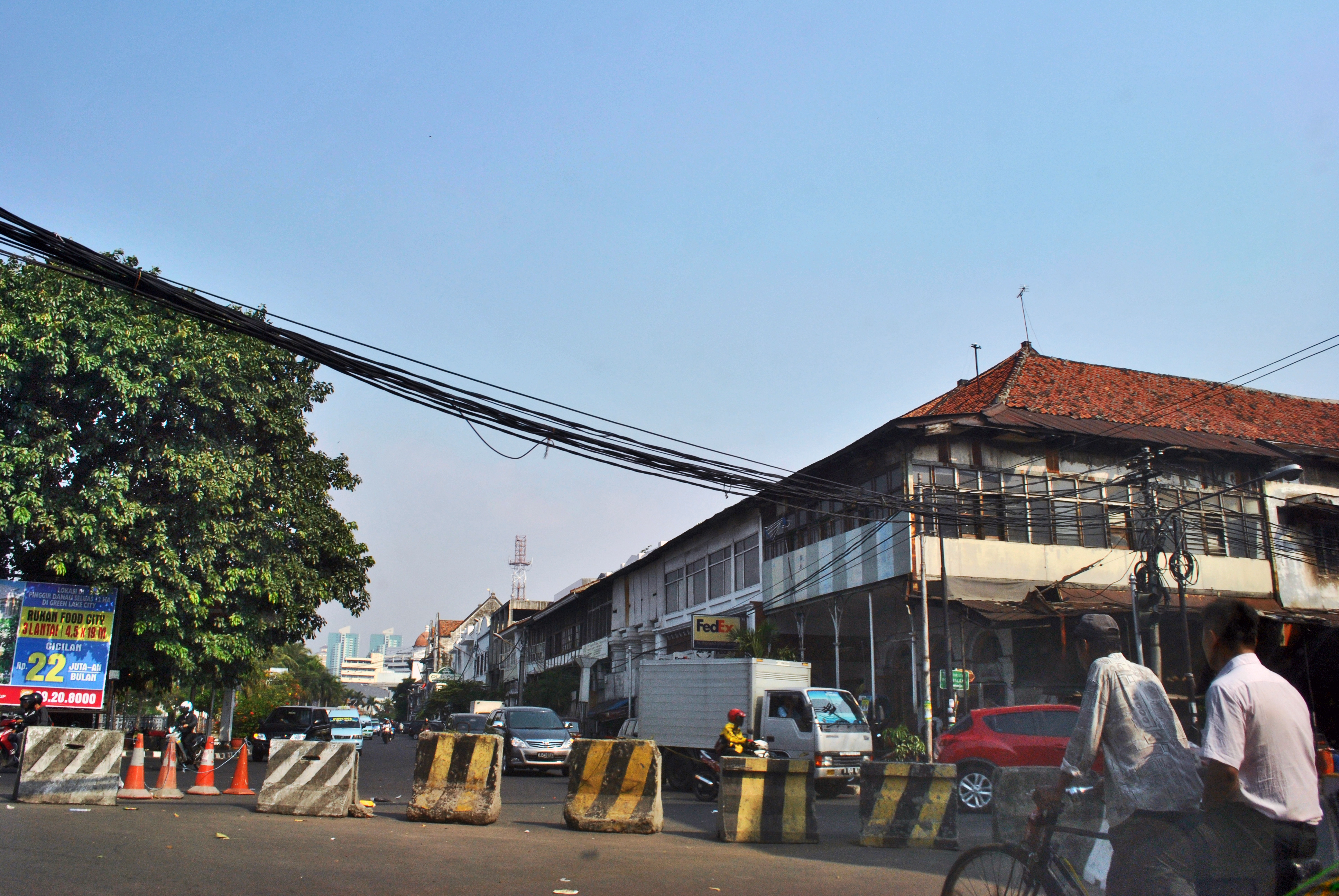
Jedna z ulic w Dżakarcie Zachodniej

## Podział administracyjny
W skład Dżakarty Zachodniej wchodzi osiem dzielnic:
- Cengkareng
- Grogol Petamburan
- Kalideres
- Kebon Jeruk
- Kembangan
- Palmerah
- Taman Sari
- Tambora